# Jean-Pierre Ancel
Jean-Pierre Ancel est un peintre français né en 1941 dont l'œuvre se développe par séries dans le sens d'une abstraction allusive que ponctuent des éléments figuratifs réduits, à partir de 1990, à de poétiques pictogrammes.

## Biographie
Jean-Pierre Ancel est né à Paris le 12 janvier 1941. En 1955 il réalise ses premières peintures, des natures mortes et des paysages de la Sarthe ou du Midi. En 1958 et 1959, tandis qu'il achève des études de Droit, il fréquente l'Académie André Lhote à Montparnasse. Il fait en 1959 la rencontre de Jean Bertholle dont il suit l'enseignement à titre individuel. À partir de 1963 il participe à des manifestations collectives, notamment de 1974 à 2009 au Salon des réalités nouvelles, et expose ensuite régulièrement à Paris ainsi qu'en province.

## L'œuvre
Les Serres lumineuses que peint Jean-Pierre Ancel en 1968 manifestent déjà son souci d'une construction lisible et contrastée. Dès 1970 il travaille par séries, parfois simultanément, sur des thèmes qui se ramifient et s'enchevêtrent. L'ensemble de toiles autour du Bœuf écorché (1970-1975) qu'il réalise d'après de nombreux dessins au Pavillon de la viande des Halles, commence d'assembler plusieurs images distinctes dans des compositions épurées.
Après une suite de Fenêtres, ses Vitrines (1975-1976) l'engagent dans une exploration du monde des reflets, approfondie dans ses Parcours et Rétroviseurs qui piègent d'abord, en les multipliant, les visions resserrées des rues de la Ville, plus tard d'éclats de routes et de paysages. Dans ces vastes œuvres la juxtaposition des petits formats, souvent assemblés bord à bord comme les divers moments d'un itinéraire, évoque les suites d'images de négatifs photographiques. Réactualisant un souci, apparu très tôt dans la peinture occidentale, et qui demeurera constant dans sa propre démarche, ces séries constituent ses premières tentatives d'intégrer la dimension du temps dans le champ de la peinture.
Ce mode de composition se retrouve en un tout autre espace, celui du Nu, qui accompagne régulièrement son travail mais qu'Ancel développe plus particulièrement autour de 1977, sur le double registre de l'intimité et de la succession temporelle. « Découpées telle une bande dessinée, défilent sous nos yeux de voyeurs ses Chroniques : le dur encadrement d'une porte ouverte sur le corps nu, terre de Sienne brûlée par le soleil de l'été, d'une femme à sa toilette, dans son bain, sur son lit, dans le beau désordre des linges abandonnés et des draps froissés », analyse Pierre Brisset.
Jean-Pierre Ancel ne cesse par la suite de renouveler ses thèmes. Les groupes (1977) s'inspirent librement des photographies des manifestations locales publiées dans la presse régionale, Les jardins (1978-1980) font découvrir de minces silhouettes réalistes perdues au milieu d'un océan abstrait de terres, pierres et végétation, tandis que ses Feux de forêt méditerranéens (1978), où « de lourds nuages tournoyant de suie ocre-rouge et blanc-bleu-gris s'inscrivent dans le châssis précis de fenêtres ocre-brun », en reviennent par d'autres chemins à son désir de mêler espaces intérieur et extérieur.
C'est en Séquences que se développent de nouveau, sous une lumière désormais chauffée à blanc, bon nombre de ses Tauromachies (1980, puis 1990-1996) dans lesquelles les couleurs ensoleillées des ganaderies et des costumes des toreros montent en intensité. La peinture d'Ancel s'y articule décisivement avec les lumières méditerranéennes. Dans l'immensité des ocres les hommes et les chevaux de ses Paysages marocains (1980-1982) ne sont plus que « signes imperceptibles poursuivis par leur ombre sur l'étendue sans fin des sables ».
Se défiant des facilités du système, Ancel leur assure aussitôt un contrepoint avec ses Ciels de Paris (1982-1983), « aux gris vibrants de toutes les nuances que seule limite tout au bas de la toile la pagaille superbe des toits inégaux ». Pour la série de ses Miroirs (1984-1986 puis 1988-1994) il conjugue sous les lumières les plus ténues les nombreuses Heures du Nu avec le thème antérieur du reflet qui, dans des mises en page inédites, décentre la vision.
En même temps qu'il développe une suite d' Ateliers, toiles et châssis entreposés en des compositions quasiment abstraites, et d' Autoportraits (1986-1987), Ancel dans ses Bois collés (1986-1987) travaille en relief les silhouettes des objets, verres, flacons et cruches, n'éprouvant « d'autre ambition que de faire passer dans tout ce qu'il peint, les objets les plus humbles comme les scènes les plus banales de la vie quotidienne, un peu de cette flamme, cette lumière intérieure (...) sans lesquelles il n'est point d'authentique création ».
Le parcours de Jean-Pierre Ancel se nourrit essentiellement dans la décennie suivante de nouveaux thèmes méditerranéens et orientaux, approchés en marge de toute anecdote ou orientalisme. Avant même, dans ses Déserts (1990-1993), puis après un voyage en Égypte dans ses Pyramides (1993-1997) noyées dans la lumière diaphane des sables, ce pourrait être encore de rencontres successives de lieux et de temps distincts qu'il réalise la fusion dans ses larges toiles, fréquemment de formats carrés.
À travers l'espace irréalisé par leurs marges diffuses et les frontières indistinctes des collages, papiers, cartons ou toiles écrues dont Ancel affectionne de plus en plus les textures granuleuses et qu'il travaille en des techniques mixtes, mêlant les pastels aux pigments, passent comme mirages profils et silhouettes qu'il ne cesse, écrit Marc Hérissé, de « dépouiller jusqu'au signe ». Arbres, marabouts et minarets, personnages ou felouques (Sériel, 2000-2002) y côtoient tout un bestiaire féerique d’ânes, dromadaires ou oiseaux.
Entre les deux moments de cette suite Ancel peint complémentairement, variant les dimensions et les formats, de fines harmonies brumeuses, grises ou nacrées, bleutées, violacées ou ocres, largement non-figuratives, qu'il marque discrètement des filigranes de l'architecture de Venise ou des barques de la Lagune (1992-1995). Il en étend par la suite les nuances s'étendent à une nouvelle série de Nus (1995-1996).

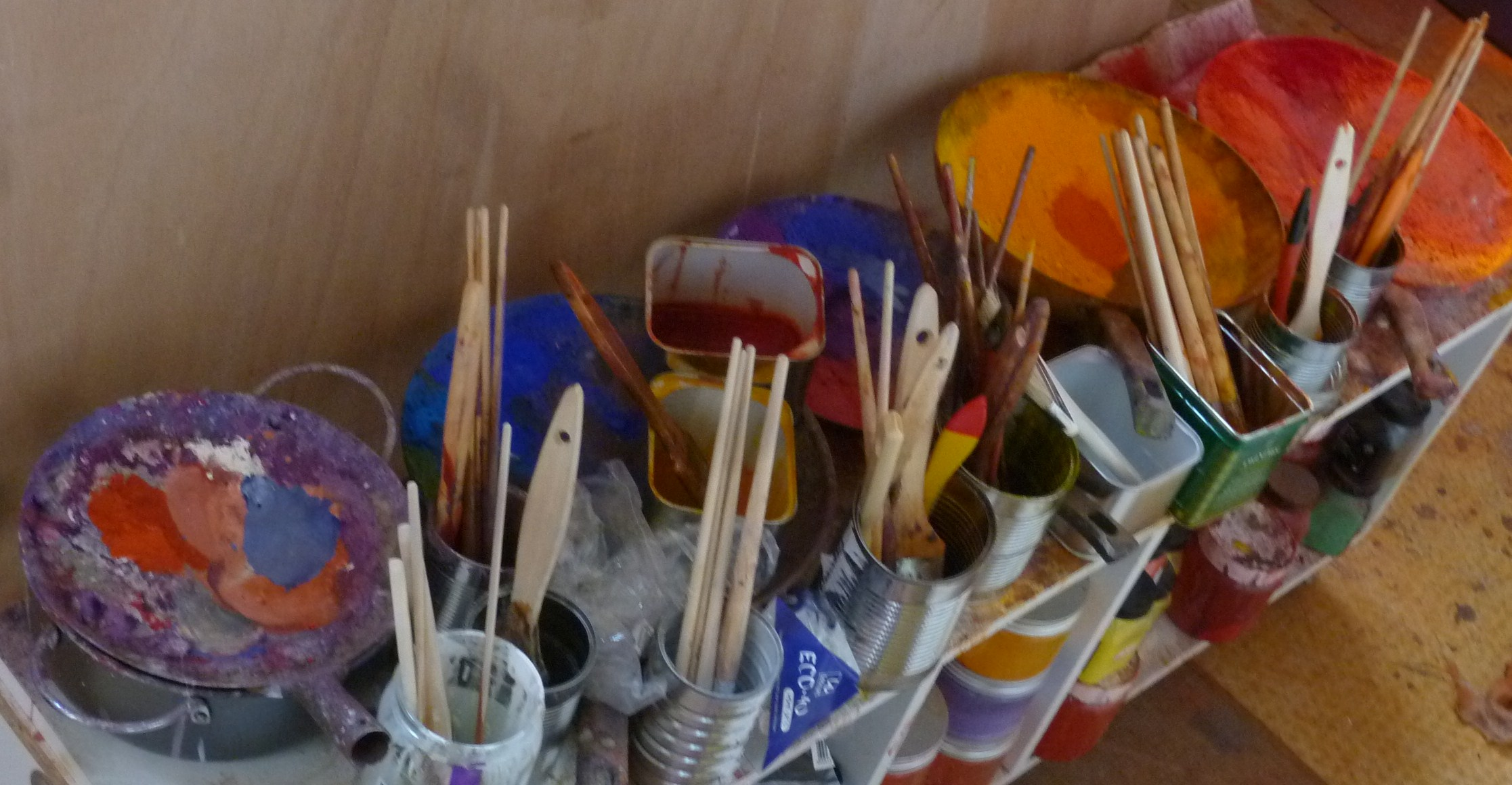
Atelier de Jean-Pierre Ancel, 2013

Jean-Pierre Ancel structure à mesure de plus en plus fermement les registres de ses toiles « en carrés démultipliés pour un échiquier où affleure le rêve », selon l'expression de Lydia Harambourg. Au long des voyages qu'il multiplie autour du bassin méditerranéen, il disperse ou aligne, dans des harmonies fréquemment rougeoyantes, de quasi pictogrammes des navires de Marmara (1994-1997), du Colosse de Memnon (1999), de la pyramide tronquée de Meïdoum (2001).
Leur succèdent de larges quartiers roux et opalescents, déclinés comme phases successives ou moments d'une éclipse, qu'Ancel nomme en souvenir de Lorca Luna luna (2002-2003), thème que reprend en écho Nuit africaine dans un profil horizontal (2009). Les cadastres en lesquels il divise l'espace de ses peintures recueillent par la suite les rythmes purs, affleurant d'un temps sans âge, des Vestiges de théâtres antiques (2003), de thermes arasés (2004), du Phare d'Alexandrie (2006) ou de Passages, voûtes et arcades qui se répercutent dans l'ombre à la façon de celles de la citerne d'Istanbul (2007-2010).
Dans la lignée plastique des formes circulaires de ses Lunes, un nouvel ensemble, sous le titre de Flora (2008-2009), juxtapose à travers une intensification des gammes colorées des formes sérielles de pétales qui dérivent en des mosaïques abstraites d' Espace-couleur. En affleurent les silhouettes allusives de légumes disposés dans Jardins à la façon des planches d'une botanique ou herboristerie imaginaire et, dans les mêmes années, les nombreux tourbillons d'Oiseaux exotiques.

## Citations
« La peinture est langage, mais qui n'exprime au fond rien d'autre que 'de la peinture'. Il s'agit de mettre au jour un événement, un être pictural, avec les moyens propres de la peinture (couleur, matière, espace, geste) : une 'poétique'. (La pomme de Cézanne n'est pas une image de pomme, même inspirée', c'est un objet unique, irréductible, autonome – gouverné par ses propres lois- : une 'pomme peinture'.) »
« Il est devenu rare que la réalisation suive le tracé logique : idée-conception-excécution. On pourrait même poser que l'application de ce schéma conduit le plus souvent à l'académisme le plus accompli. N'est-il pas, en effet, de la condition du peintre d'ignorer où il va exactement? D'où une proposition, en forme de paradoxe. Le peintre en action se situerait dans le doute permanent : intention non élucidée, cheminement incertain, résultat aléatoire. Telle est la condition du peintre, mais c'est aussi son jeu. Il existe dans et par l'acte de peindre; cela suffit. »
« En réalité, la vérité de la peinture se situe hors de ces catégories : représentative ou non, elle existera par sa capacité de mobilisation de la sensibilité et de l'intelligence du spectateur, par sa vertu d' 'énigme', indépendamment de sa forme esthétique. »
Ancel, Carnet d'Atelier, Paris, L'Orycte, 2005.

## Jugements
« Au-delà de cette caractéristique formelle de ses compositions toujours au plus rigoureusement scandées, son itinéraire apparaîtrait simultanément l'interrogation continue des flux et des reflux d'espace que cristallise à mesure la lumière en ses intensités. Les clartés les plus ténues engendrent l'intimité des Chambres et des Toilettes, ouvrent l'étendue frissonnante de la Lagune. Ensoleillées, elles étendent les ombres longues de ses Paysages marocains, irradient l'immensité close de l'Arène, déploient au plus large les Sables dont Ancel ancre l'expansion dans les repères cardinaux de ses dômes. »
Jean-Louis Charax, Ancel, La Ciotat, Les Cahiers des Pénitents, 1998, (p. 2).
« La couleur, il semblerait qu'Ancel se tienne longuement en son seuil, l'exalte au plus près de sa naissance. Pour la conduire, dans ses intensités tout à la fois les plus fragiles et les plus aiguës, à d'imprévisibles éclats qui en un instant répercutent leurs échos, imprègnent à mesure la toile entière et lui assurent sa tonalité. (...) C'est l'élan même de la coloration qu'il saisit au milieu des nuances encore indécises de son surgissement, au moment où l'irruption de la lumière fait paraître la variété des espaces qu'elle ajoure. (...) En chacune de ses escales aux Orients de la peinture, c'est chaque fois à surprendre le visible au midi perpétuel de son être qu'invite désormais Ancel. »
Michel-Georges Bernard, Ancel, Escales aux Orients de la peinture, dans "Artension" n° 16, Caluire, mars-avril 2004, (pp. 32-33).

## Principales expositions personnelles
- La Galerie (Geneviève Thèvenot), Paris, 1980
- Peintures 1972-1983, en compagnie de Parvine Curie, Le Temps de voir (Geneviève Thèvenot), Maillot, Sens, juin-octobre 1983
- Galerie Bellint, Paris, janvier-mars 1985
- Galerie Bellint, Paris, février-mars 1991
- Galerie Bellint, Paris, janvier-février 1994
- Ateliers Denfert-Rochereau, Paris, juin 1997, avec Simone Boisecq
- Galerie Bellint, Paris, juin-juillet 1998
- Chapelle des Pénitents Bleus et Galerie du Port, La Ciotat, avril-mai 1998
- Déserts - Memnon - Luna, luna, Jane Roberts Fine Arts et galerie Hélène Lamarque, Paris, mars-avril 2004
- Œuvres récentes, exposition privée, Paris, décembre 2012
- Atelier Gustave, Paris, juin 2014
- Peintures-Objets, Ancel, Celan, Labofacto, Atelier Gustave, Paris, mars 2018

## Éléments de bibliographie
: Source utilisée pour la rédaction de l’article

### Catalogues
- Ancel, Parvine Curie, Le Temps de voir (Geneviève Thèvenot), Maillot, Sens, 1983[6]
- L'école de Sérignac, préface de Jean-Philippe Chimot, Quissac, 1995; Espace Gard, Nîmes, 1998 (Reproduction: Désert II, 1991)
- Ancel, préface de Jean-Louis Charax, La Ciotat, Les Cahiers des Pénitents, 1998[7]
- Ancel, peinture 2002-2015, introduction d'Ancel, Paris, 2015[8]

### Articles
- Pierre Brisset, Ancel, peintures 1972-1983, dans « L'Œil » no 337, Paris, août 1983, p. 105[9]
- Marc Hérissé, La poésie d'Ancel, dans « La Gazette de l'Hôtel Drouot », Paris, 28 janvier 1994[10]
- Marc Hérissé, Jean-Pierre Ancel, La Ciotat, Galerie du Port, 1998[11]
- Lydia Harambourg, Jean-Pierre Ancel, dans « La Gazette de l'Hôtel Drouot », Paris, 26 juin 1998[12]
- Ancel Jean-Pierre, dans Le dictionnaire des peintres, sculpteurs, dessinateurs et graveurs, de E. Bénézit, édition 1999
- Lydia Harambourg, Jean-Pierre Ancel, les échiquiers de la lumière, dans « La Gazette de l'Hôtel Drouot », Paris, 26 mars 2004, p. 181[13]
- Michel-Georges Bernard, Ancel, Escales aux Orients de la peinture, dans « Artension » no 16, Caluire, mars-avril 2004, p. 32–33[14]